# Élections législatives de 2012 dans la 13e circonscription du Nord
Les Élections législatives françaises de 2012 dans la 13e circonscription du Nord se déroulent les 10 et 17 juin 2012.

## Circonscription
Depuis l'adoption de l'ordonnance no 2009-935 du 29 juillet 2009, ratifiée par le Parlement français le 21 janvier 2010, elle est composée des divisions administratives suivantes : cantons de Coudekerque-Branche, Dunkerque-Ouest et Grande-Synthe.

## Contexte
Christian Hutin (MRC) prend la succession de Michel Delebarre devenu Sénateur, face à lui Philippe Eymery pour le (FN), François Rosseel (UMP), David Thiébaut (FG), Marcel Lefevre (EELV-MEI), Pierre Yana (MoDem) 

## Résultats[1]
- Député sortant : Michel Delebarre (PS)

| Candidat                                 | Candidat          | Parti           | Premier tour | Premier tour | Second tour | Second tour |
| Candidat                                 | Candidat          | Parti           | Voix         | %            | Voix        | %           |
| ---------------------------------------- | ----------------- | --------------- | ------------ | ------------ | ----------- | ----------- |
|                                          | Christian Hutin*  | MRC-PS          | 22 564       | 47,87        | 28 874      | 64,73       |
|                                          | Philippe Eymery   | FN              | 10 982       | 23,30        | 15 730      | 35,27       |
|                                          | François Rosseel  | UMP             | 7 034        | 14,92        |             |             |
|                                          | David Thiébaut    | FG (PCF)        | 2 236        | 4,74         |             |             |
|                                          | Marcel Lefevre    | EELV-MEI        | 1 295        | 2,75         |             |             |
|                                          | Pierre Yana       | MoDem           | 796          | 1,69         |             |             |
|                                          | Dominique Wailly  | LO              | 519          | 1,10         |             |             |
|                                          | Laurence Hernoult | Le Trèfle       | 506          | 1,07         |             |             |
|                                          | José Deswarte     | NPA             | 401          | 0,85         |             |             |
|                                          | Bénamar Serbout   | PAS             | 288          | 0,61         |             |             |
|                                          | Cindy Bignardi    | Les Alternatifs | 214          | 0,45         |             |             |
|                                          | Samuel Bresse     | AEI             | 198          | 0,42         |             |             |
|                                          | Benjamin Bak      | SP              | 105          | 0,22         |             |             |
|                                          |                   |                 |              |              |             |             |
| Inscrits                                 | Inscrits          | Inscrits        | 90 528       | 100,00       | 90 529      | 100,00      |
| Abstentions                              | Abstentions       | Abstentions     | 42 226       | 46,64        | 43 326      | 47,86       |
| Votants                                  | Votants           | Votants         | 48 302       | 53,36        | 47 203      | 52,14       |
| Blancs et nuls                           | Blancs et nuls    | Blancs et nuls  | 1 164        | 2,41         | 2 599       | 5,51        |
| Exprimés                                 | Exprimés          | Exprimés        | 47 138       | 97,59        | 44 604      | 94,49       |
| * député sortant de l'ancienne 12e circ. |                   |                 |              |              |             |             |